# Open Sud de France 2018 - Qualificazioni singolare
Le qualificazioni del singolare  dell'Open Sud de France 2018 sono state un torneo di tennis preliminare per accedere alla fase finale della manifestazione. I vincitori dell'ultimo turno sono entrati di diritto nel tabellone principale. In caso di ritiro di uno o più giocatori aventi diritto a questi sono subentrati i lucky loser, ossia i giocatori che hanno perso nell'ultimo turno ma che avevano una classifica più alta rispetto agli altri partecipanti che avevano comunque perso nel turno finale.

## Teste di serie
1. Matteo Berrettini (primo turno)
2. Norbert Gombos (qualificato)
3. Yannick Maden (qualificato)
4. Kenny de Schepper (qualificato)

1. Gleb Sakharov (primo turno)
2. Ricardo Ojeda Lara (ultimo turno)
3. Jaume Munar (ultimo turno)
4. Carlos Taberner (qualificato)

## Qualificati
1. Carlos Taberner
2. Norbert Gombos

1. Yannick Maden
2. Kenny de Schepper

## Tabellone

### Legenda
| - Q = Qualificato - WC = Wild card - LL = Lucky loser | - ALT = Alternate - SE = Special Exempt - PR = Protected Ranking | - w/o = Walkover - r = Ritirato - d = Squalificato |

### Sezione 1
|  | Primo turno | Primo turno       | Primo turno     | Primo turno | Primo turno |  |  | Ultimo turno | Ultimo turno      | Ultimo turno | Ultimo turno | Ultimo turno |  |
|  |             |                   |                 |             |             |  |  |              |                   |              |              |              |  |
|  | 1           | Matteo Berrettini | 3               | 6           | 3           |  |  |              |                   |              |              |              |  |
|  |             | Marco Trungelliti | 6               | 3           | 6           |  |  |              | Marco Trungelliti | 6            | 2            | 4            |  |
|  |             | Benjamin Bonzi    | Benjamin Bonzi  | 2           | 4           |  |  | 8            | Carlos Taberner   | 4            | 6            | 6            |  |
|  | 8           | Carlos Taberner   | Carlos Taberner | 6           | 6           |  |  |              |                   |              |              |              |  |

### Sezione 2
|  | Primo turno | Primo turno             | Primo turno      | Primo turno | Primo turno |  |  | Ultimo turno | Ultimo turno       | Ultimo turno       | Ultimo turno | Ultimo turno |  |
|  |             |                         |                  |             |             |  |  |              |                    |                    |              |              |  |
|  | 2           | Norbert Gombos          | Norbert Gombos   | 6           | 7           |  |  |              |                    |                    |              |              |  |
|  | WC          | Tristan Lamasine        | Tristan Lamasine | 4           | 65          |  |  | 2            | Norbert Gombos     | Norbert Gombos     | 6            | 6            |  |
|  |             | Bernabé Zapata Miralles | 6                | 2           | 4           |  |  | 6            | Ricardo Ojeda Lara | Ricardo Ojeda Lara | 2            | 2            |  |
|  | 6           | Ricardo Ojeda Lara      | 4                | 6           | 6           |  |  |              |                    |                    |              |              |  |

### Sezione 3
|  | Primo turno | Primo turno       | Primo turno       | Primo turno | Primo turno |  |  | Ultimo turno | Ultimo turno   | Ultimo turno | Ultimo turno | Ultimo turno |  |
|  |             |                   |                   |             |             |  |  |              |                |              |              |              |  |
|  | 3           | Yannick Maden     | Yannick Maden     | 6           | 6           |  |  |              |                |              |              |              |  |
|  | WC          | Elliot Benchétrit | Elliot Benchétrit | 2           | 0           |  |  | 3            | Yannick Maden  | 5            | 7            | 6            |  |
|  |             | Vincent Millot    | Vincent Millot    | 6           | 7           |  |  |              | Vincent Millot | 7            | 63           | 1            |  |
|  | 5           | Gleb Sakharov     | Gleb Sakharov     | 3           | 65          |  |  |              |                |              |              |              |  |

### Sezione 4
|  | Primo turno | Primo turno       | Primo turno | Primo turno | Primo turno |  |  | Ultimo turno | Ultimo turno      | Ultimo turno      | Ultimo turno | Ultimo turno |  |
|  |             |                   |             |             |             |  |  |              |                   |                   |              |              |  |
|  | 4           | Kenny de Schepper | 7           | 4           | 7           |  |  |              |                   |                   |              |              |  |
|  |             | Matteo Donati     | 64          | 6           | 6           |  |  | 4            | Kenny de Schepper | Kenny de Schepper | 6            | 6            |  |
|  | Alt         | Antoine Hoang     | 7           | 3           | 2           |  |  | 7            | Jaume Munar       | Jaume Munar       | 1            | 4            |  |
|  | 7           | Jaume Munar       | 6           | 6           | 6           |  |  |              |                   |                   |              |              |  |